# Ezequiel Rescaldani
Ezequiel Édison Rescaldani (Leones, Provincia de Córdoba, Argentina, 10 de junio de 1992) es un exfutbolista argentino. Jugaba como delantero, y su último club fue el Deportivo Morón de la Primera B Nacional

## Trayectoria

### Vélez Sarsfield
Durante el 2010 fue contratado por Vélez Sarsfield, club con el que debutó en Primera División el 24 de septiembre de ese año ante Olimpo de Bahía Blanca. Aquel día su equipo ganó 3-0 y Rescaldani ingresó como sustituto en el segundo tiempo, donde a pesar de su elevada estatura , demostró tener gran desenvolvimiento, agilidad y reacción a la hora de jugar.
En un partido por el Torneo Apertura 2011 ante San Martín de San Juan convierte su primer gol en primera división. En otro partido del mismo torneo convierte su segundo gol ante Belgrano siendo este el tercer gol de su equipo.
En marzo de 2012, tras la grave lesión de Fernando Telechea se une al plantel de Quilmes, donde logró el ascenso a Primera División el 23 de junio de 2012. Tras finalizar su préstamo en Quilmes regresa a Vélez.

### Puebla F. C.
En el mercado invernal de 2014 el Puebla F. C. paga su cláusula de rescisión y le hace un contrato hasta final de campaña con una opción de ampliación hasta la temporada 2017/18. El miércoles 9 de julio de 2014 el club anuncia que ejerce la opción de ampliación del contrato del jugador, a pesar de haber jugado poco por el período de adaptación en los pocos minutos que disputó dejó buenas sensaciones ganándose la confianza de la directiva del club blanquiazul. Para el Apertura 2015, se convierte en el nuevo refuerzo del Puebla Fútbol Club.

### Quilmes
Luego de su paso por el Fútbol Mexicano, retorna a préstamo desde el Málaga Club de Fútbol a la entidad del sur del conurbano bonaerense. Aquí es muy querido por los simpatizantes y él lo reflejó a base de buen juego y goles. Tal manera que fue el goleador del equipo con 7 goles, sobre 11 partidos en los que le tocó participar. Volviendo a tener continuidad y a recuperar su gran juego.

### Atlético Nacional
El 2 de julio fue confirmada su incorporación al Atlético Nacional de Colombia. El sábado 16 de julio debutó frente al Deportes Tolima por la fecha tres de la Liga Águila anotando dos goles y saliendo como figura del partido. El 27 de julio, se consagró campeón de la Copa Libertadores de América en un global de 2 a 1 frente a Independiente del Valle de Ecuador jugando los últimos minutos del partido, logrando así su primer título internacional.
Pero el 28 de noviembre de 2016, el avión que transportaba al equipo brasileño Chapecoense, que se dirigía a disputar la final de la Copa Sudamericana contra el equipo de Rescaldani Atlético Nacional, sufrió un accidente en las cercanías del municipio de La Unión, Colombia, en el que fallecieron 71 personas, entre ellos la casi totalidad del plantel de futbolistas del club.
Debido a ello, la Conmebol decidió suspender todas sus actividades oficiales, incluyendo la final del torneo, de forma indefinida

### Club Atlético Talleres
El 21 de febrero de 2017 Ezequiel llega en concepto de préstamo a Talleres por 6 meses con opción de compra.

### Club Atlético Patronato
El 28 de julio de 2018 Llega al Rojinegro de Paraná, procedente de SD Huesca.

### Arsenal de Sarandí
En junio de 2019, se suma a los refuerzos de Arsenal Fútbol Club, para disputar la temporada 2019/20. Donde marcó 2 goles en 16 partidos, uno en el triunfo logrado sobre Club Atlético Banfield 1-0 por la Superliga Argentina 2019/20, y otro ante Unión de Santa Fé para empatar 1-1 sobre la hora, por Copa de la Superliga 2019/20.
Para la temporada 2020-21 se marchó para San Martín de San Juan de la segunda división de Argentina. La temporada 2022 lo encuentra en las filas de Santiago Wanderers, de la segunda división de Chile . En el conjunto trasandino anota 2 tantos en 13 partidos.
El 8 de noviembre firma su vínculo con el Deportivo Morón hasta el 31 de diciembre de 2023. Sin embargo, el 6 de junio firmó la rescisión de su contrato para retirarse de la práctica profesional del fútbol.

## Estadísticas
- Actualizado al 2 Junio del 2024

| Club                         | Temporada           | Div                 | Liga  | Liga  | Copas nacionales(1) | Copas nacionales(1) | Torneos internacionales(2) | Torneos internacionales(2) | Total | Total | Media goleadora(3) |
| Club                         | Temporada           | Div                 | Part. | Goles | Part.               | Goles               | Part.                      | Goles                      | Part. | Goles | Media goleadora(3) |
| ---------------------------- | ------------------- | ------------------- | ----- | ----- | ------------------- | ------------------- | -------------------------- | -------------------------- | ----- | ----- | ------------------ |
| Vélez Sarsfield Argentina    | 2010/11             | 1°                  | 4     | 0     | -                   | -                   | -                          | -                          | 4     | 0     | 0,00               |
| Vélez Sarsfield Argentina    | 2011/12             | 1°                  | 10    | 2     | 1                   | 0                   | 3                          | 0                          | 14    | 2     | 0,11               |
| Vélez Sarsfield Argentina    | Total               | Total               | 14    | 2     | 1                   | 0                   | 3                          | 0                          | 18    | 2     | 0,11               |
| Quilmes Argentina            | 2011/12             | 2°                  | 7     | 3     | -                   | -                   | -                          | -                          | 7     | 3     | 0,42               |
| Quilmes Argentina            | Total               | Total               | 7     | 3     | -                   | -                   | -                          | -                          | 7     | 3     | 0,42               |
| Vélez Sarsfield Argentina    | 2012/13             | 1°                  | 22    | 7     | 1                   | 0                   | 6                          | 1                          | 29    | 8     | 0,27               |
| Vélez Sarsfield Argentina    | 2013                | 1°                  | 9     | 1     | -                   | -                   | 4                          | 1                          | 13    | 2     | 0,18               |
| Vélez Sarsfield Argentina    | Total               | Total               | 31    | 8     | 1                   | 0                   | 10                         | 2                          | 42    | 10    | 0,23               |
| Málaga C. F. · España        | 2014                | 1°                  | 6     | 0     | -                   | -                   | 1                          | 1                          | 7     | 1     | 0,33               |
| Málaga C. F. · España        | 2014/15             | 1°                  | 0     | 0     | 1                   | 0                   | -                          | -                          | 1     | 0     | 0,00               |
| Málaga C. F. · España        | Total               | Total               | 6     | 0     | 1                   | 0                   | 1                          | 1                          | 8     | 1     | 0,33               |
| Puebla · México              | 2015                | 1°                  | 8     | 0     | 6                   | 3                   | -                          | -                          | 14    | 3     | 0,18               |
| Puebla · México              | Total               | Total               | 8     | 0     | 6                   | 3                   | -                          | -                          | 14    | 3     | 0,18               |
| Quilmes Argentina            | 2016                | 1°                  | 13    | 7     | -                   | -                   | -                          | -                          | 13    | 7     | 0,53               |
| Quilmes Argentina            | Total               | Total               | 13    | 7     | -                   | -                   | -                          | -                          | 13    | 7     | 0,53               |
| Atlético Nacional · Colombia | 2016                | 1°                  | 14    | 3     | 6                   | 1                   | 5                          | 0                          | 25    | 4     | 0,16               |
| Atlético Nacional · Colombia | Total               | Total               | 14    | 3     | 6                   | 1                   | 5                          | 0                          | 25    | 4     | 0,16               |
| Talleres Argentina           | 2016-17             | 1°                  | 12    | 2     | -                   | -                   | -                          | -                          | 12    | 2     | 0,21               |
| Talleres Argentina           | Total               | Total               | 12    | 2     | -                   | -                   | -                          | -                          | 12    | 2     | 0,21               |
| S.D. Huesca · España         | 2017-18             | 2°                  | 19    | 0     | 2                   | 2                   | -                          | -                          | 21    | 2     | 0,10               |
| S.D. Huesca · España         | Total               | Total               | 19    | 0     | 2                   | 2                   | -                          | -                          | 21    | 2     | 0,10               |
| Patronato Argentina          | 2018-19             | 1°                  | 14    | 0     | 1                   | 1                   | -                          | -                          | 15    | 1     | 0,07               |
| Patronato Argentina          | Total               | Total               | 14    | 0     | 1                   | 1                   | -                          | -                          | 15    | 1     | 0,07               |
| Arsenal Argentina            | 2019-20             | 1°                  | 15    | 1     | 1                   | 1                   | -                          | -                          | 16    | 2     | 0,40               |
| Arsenal Argentina            | Total               | Total               | 15    | 1     | 1                   | 1                   | -                          | -                          | 16    | 2     | 0,40               |
| San Martín Argentina         | 2020-21             | 2°                  | 5     | 0     | -                   | -                   | -                          | -                          | 5     | 0     | 0,00               |
| San Martín Argentina         | 2021                | 2°                  | 21    | 9     | 1                   | 1                   | -                          | -                          | 22    | 10    | 0,45               |
| San Martín Argentina         | Total               | Total               | 26    | 9     | 1                   | 1                   | -                          | -                          | 27    | 10    | 0,45               |
| Santiago Wanderers · Chile   | 2022                | 2°                  | 13    | 2     | 1                   | 0                   | -                          | -                          | 14    | 2     | 0,71               |
| Santiago Wanderers · Chile   | Total               | Total               | 13    | 2     | 1                   | 0                   | -                          | -                          | 14    | 2     | 0,71               |
| Deportivo Morón Argentina    | 2023                | 2°                  | 30    | 7     | 1                   | 0                   | -                          | -                          | 31    | 7     | 0,65               |
| Deportivo Morón Argentina    | 2024                | 2°                  | 15    | 2     | -                   | -                   | -                          | -                          | 15    | 2     | 0,60               |
| Total                        | Total               | Total               | 45    | 9     | 1                   | 0                   | -                          | -                          | 46    | 9     | 0,61               |
| Total en su carrera          | Total en su carrera | Total en su carrera | 237   | 46    | 22                  | 9                   | 19                         | 3                          | 277   | 58    | 0,28               |

Datos y Estadísticas en: https://www.futbolya.com/jugadores

### Hat-tricks
| 1 | 18 de abril de 2021 | Ingeniero Hilario Sanchez, San Juan | San Martin SJ - San Telmo |  | 5- 0 | Primera Nacional 2021 |

## Palmarés

### Campeonatos nacionales
| Título              | Club              | País      | Año      |
| ------------------- | ----------------- | --------- | -------- |
| Primera División    | Vélez Sarsfield   | Argentina | C - 2011 |
| Primera División    | Vélez Sarsfield   | Argentina | I - 2012 |
| Primera División    | Vélez Sarsfield   | Argentina | 2012/13  |
| Supercopa Argentina | Vélez Sarsfield   | Argentina | 2013     |
| Supercopa MX        | Puebla FC         | México    | 2014/15  |
| Copa Colombia       | Atlético Nacional | Colombia  | 2016     |

### Campeonatos internacionales
| Título            | Club              | Sede     | Año  |
| ----------------- | ----------------- | -------- | ---- |
| Copa Libertadores | Atlético Nacional | Medellín | 2016 |